# Carlos José de Santana
Carlos José de Santana (Ipojuca, 3 de julho de 1956) é um médico veterinário e político brasileiro filiado ao Republicanos. Está no quinto mandato de prefeito de Ipojuca, na Região Metropolitana do Recife. Além disso, foi deputado estadual por Pernambuco por duas vezes.

## Biografia
Carlos Santana começou sua vida política em sua terra natal, Ipojuca, em meados dos anos 80. Recém-formado em medicina veterinária pela Universidade Federal Rural de Pernambuco, trabalhou na Prefeitura do Ipojuca como veterinário da cidade, seu primeiro emprego. Nesta época, também atuou como professor de ciências e matemática em escola estadual de Nossa Senhora do Ó, distrito ipojucano. Por sua proximidade e boa relação com o povo daquela terra, tornou-se liderança no município e logo foi convidado a concorrer às eleições municipais em 1988, quando foi eleito prefeito pela primeira vez. 
Era o início de seu trabalho político, que soma cinco mandatos à frente da administração municipal ipojucana (1989-1992, 1997-2000, 2001-2004, 2013-2016 e 2025-2028) e dois mandatos como deputado estadual por Pernambuco (2007-2010 e 2011-2012). Ao longo de sua carreira como gestor público, Santana também presidiu o Porto do Recife (2005-2006). É casado desde 1987 com Simone Santana, com quem teve suas duas filhas, Marina e Lara.

## Legado
Ao longo de seus quatro mandatos como prefeito de Ipojuca, Carlos Santana foi responsável pelas seguintes obras e políticas públicas:
- Construção da Escola de Tempo Integral Eduardo Campos[3]
- Construção do Hospital Carozita Brito
- Construção dos Estádios Municipal Antônio Dourado Neto e de Camela
- Construção de quadras poliesportivas[4]
- Construção e viabilização das primeiras creches de grande porte do município[5]
- Construção dos Campos de Futebol de Serrambi e Rurópolis
- Criação da Orquestra Criança Cidadã Meninos do Ipojuca[6]
- Criação do Programa Mãe Coruja do Ipojuca[7]
- Criação do CEMEP
- Construção dos Serviços de Pronto Atendimento de Camela e Serrambi

Entre outras.